# H1FOO
H1FOO (англ. H1 histone family member O oocyte specific) – білок, який кодується однойменним геном, розташованим у людей на короткому плечі 3-ї хромосоми.  Довжина поліпептидного ланцюга білка становить 346 амінокислот, а молекулярна маса — 35 813.
| 10         |  | 20         |  | 30         |  | 40         |  | 50         |
| ---------- |  | ---------- |  | ---------- |  | ---------- |  | ---------- |
| MAPGSVTSDI |  | SPSSTSTAGS |  | SRSPESEKPG |  | PSHGGVPPGG |  | PSHSSLPVGR |
| RHPPVLRMVL |  | EALQAGEQRR |  | GTSVAAIKLY |  | ILHKYPTVDV |  | LRFKYLLKQA |
| LATGMRRGLL |  | ARPLNSKARG |  | ATGSFKLVPK |  | HKKKIQPRKM |  | APATAPRRAG |
| EAKGKGPKKP |  | SEAKEDPPNV |  | GKVKKAAKRP |  | AKVQKPPPKP |  | GAATEKARKQ |
| GGAAKDTRAQ |  | SGEARKVPPK |  | PDKAMRAPSS |  | AGGLSRKAKA |  | KGSRSSQGDA |
| EAYRKTKAES |  | KSSKPTASKV |  | KNGAASPTKK |  | KVVAKAKAPK |  | AGQGPNTKAA |
| APAKGSGSKV |  | VPAHLSRKTE |  | APKGPRKAGL |  | PIKASSSKVS |  | SQRAEA     |

A: Аланін

D: Аспарагінова кислота

E: Глутамінова кислота

F: Фенілаланін

G: Гліцин

H: Гістидин

I: Ізолейцин

K: Лізин

L: Лейцин

M: Метіонін

N: Аспарагін

P: Пролін

Q: Глутамін

R: Аргінін

S: Серин

T: Треонін

V: Валін

Задіяний у таких біологічних процесах як мейоз, поліморфізм, альтернативний сплайсинг. 
Білок має сайт для зв'язування з ДНК. 
Локалізований у цитоплазмі, ядрі, хромосомах.